# 2025년 동계 아시안 게임 쿠웨이트 선수단
2025년 동계 아시안 게임 쿠웨이트 선수단은 2025년 2월 7일부터 14일까지 중화인민공화국 하얼빈에서 열리는 2025년 동계 아시안 게임에 참가할 예정인 쿠웨이트 선수단이다.

## 선수단
아래 표는 종목별, 성별 쿠웨이트 대표단 선수 수이다.
| 종목         | 남자 | 여자 | 합계 |
| ------------ | ---- | ---- | ---- |
| 쇼트트랙     | 4    | 0    | 4    |
| 스노보드     | 1    | 0    | 1    |
| 아이스하키   | 22   | 0    | 22   |
| 알파인스키   | 2    | 0    | 2    |
| 컬링         | 1    | 1    | 2    |
| 프리스타일   | 1    | 0    | 1    |
| 피겨스케이팅 | 0    | 1    | 1    |
| 합계         | 31   | 2    | 33   |